# فایزتریخ اوب بلایبورگ
فایزتریخ اوب بلایبورگ (به آلمانی: Feistritz ob Bleiburg) یک شهر در اتریش است که در Völkermarkt District واقع شده‌است. فایزتریخ اوب بلایبورگ ۲٬۱۲۸ نفر جمعیت دارد.